# Countryhumans
Countryhumans — це інтернет-фендом та стиль художнього зображення, в якому країни зображуються як антропоморфні персонажі — тобто у вигляді людей із національними рисами, зазвичай з прапором країни замість обличчя. Це схоже на інший популярний стиль — Hetalia, але з більш сучасним підходом.
Основні характеристики Countryhumans:
- Обличчя або голова у вигляді прапора країни.
- Одяг і характер часто символізують історію, культуру або стереотипи про цю країну.
- Стосунки між персонажами іноді відображають реальні політичні або історичні події.

Фендом дуже активний у соцмережах, особливо в TikTok, YouTube, DeviantArt тощо. Але зачасту художники романтизують або жартують на основі складних або трагічних історичних подій, що викликає критику.